# Noradine Maomé

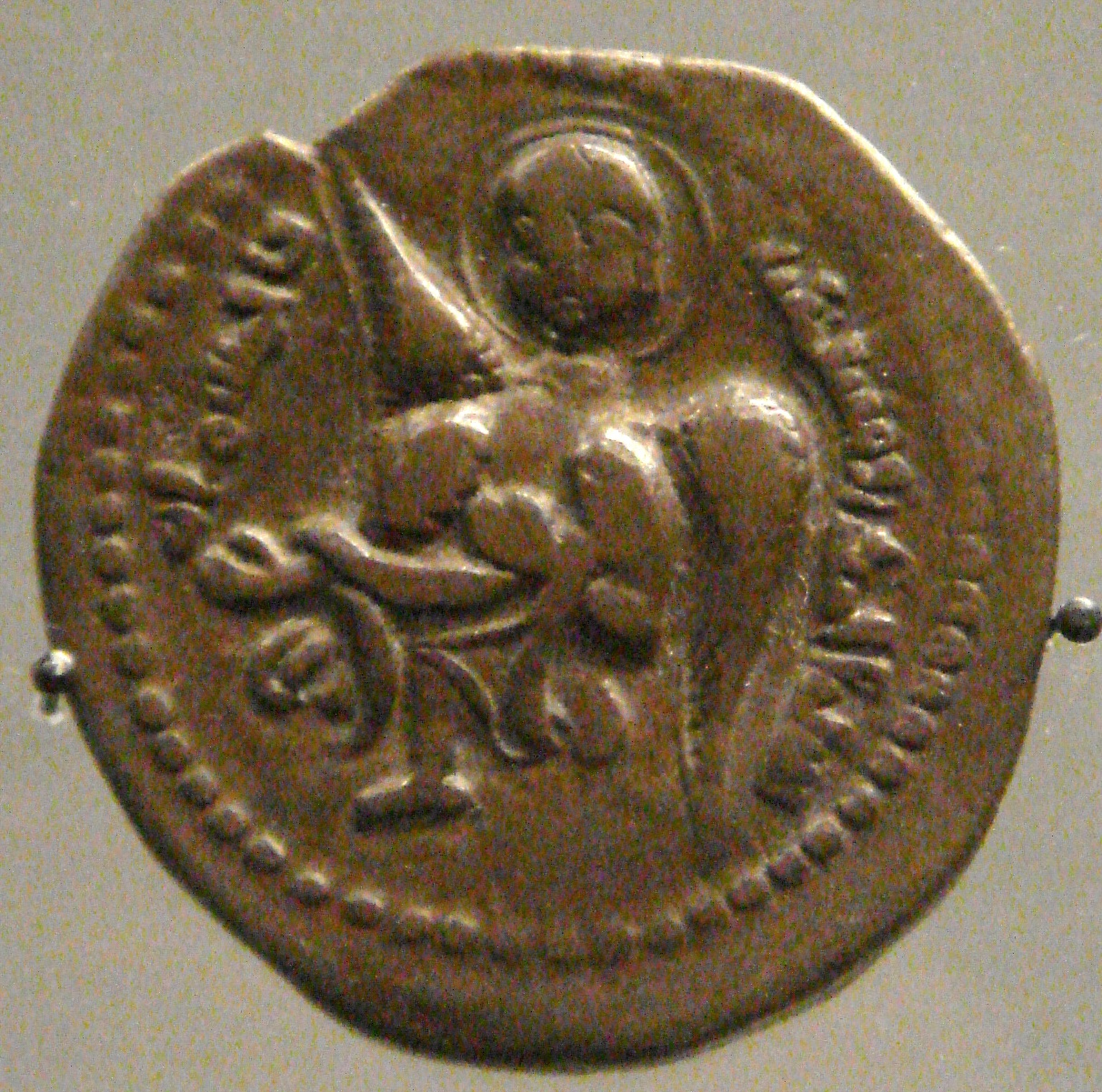
Moeda de Noradine com a efígie de um anjo

Noradine, Noraldino, Nordine, Nurdim, Nurdine e Nuredim Maomé foi um membro da família dos ortóquidas e filho de Facradim Cara Arslã (Cara Arslã). Era o governante de Diar Baquir, a região mais ao norte da Mesopotâmia Superior. Em 1179, recebeu a proteção do sultão aiúbida Saladino (r. 1174–1193) contra o Sultanato de Rum, com quem vinha pelejando. Em 1183, Saladino concedeu-lhe a recém-conquistada Amida em troca de sua ajuda contra Moçul.